# Сулой
Суло́й (арх. от глагола «лить», — досл.: «слияние» — изначально то же, что и водоворот) или суво́й (подобным же образом, арх. от глагола «вить» — досл.: «свивание» /водных стуй/ — «волнение в море от столкновения отлива с приливом») — водоворот с восходящим движением воды, взброс воды на поверхности моря, возникающий, например, при резком уменьшении скорости течения (особенно приливного), при столкновении разнонаправленных потоков, выходе течения из узкости или при сильных ветрах, направленных против течения. Водная поверхность в зоне развитых сулоев напоминает поверхность кипящей воды.

## Синонимия
Спорное, встречное заворотное течение и всплески на таком месте, могут, помимо слова суло́й, называться в русском языке (в том числе в архаичных текстах) следующими словами: сула́, суво́й, вир(ь), выр(ь), водоворо́т, за́верть, суводь.

## Встречаемость
Чаще наблюдаются в проливах (например, в курильских проливах) и в устьях рек. В некоторых районах сулой достигает высоты 3—4 метра и может представлять опасность для плавания небольших судов.
Встречаются сулои и при слиянии рек, когда русло основной реки не может в месте слияния вместить воды притока. Так, летом 1908 года на реке Анюй, в районе протоки Кауаса, известный писатель и путешественник Владимир Арсеньев наблюдал крупный сулой «Иока»:

…Сулой Иока имел вид большого водяного бугра, высотою до полутора метров и в диаметре около восьми метров. Здесь сталкивались два течения, идущие друг другу навстречу.
Громадное количество воды, выносимое обоими протоками, не могло вместиться в русло реки. Её вздымало кверху большим пузырём, который все время перемещался и подходил то к одному, то к другому берегу реки. Вода точно кипела и находилась в быстром вращательном движении, разбрасывая по сторонам белую пену.
На вершине водяного бугра время от времени образовывалась громадная воронка. Она появлялась сразу, быстро увеличивалась в размерах, производила всасывающий звук и затем так же неожиданно исчезала. («В горах Сихотэ-Алиня»)